# Vodochranilisjtje Razdjalovitji
Vodochranilisjtje Razdjalovitji (ryska: Водохранилище Раздяловичи) är en reservoar i Belarus.   Den ligger i voblasten Brests voblast, i den centrala delen av landet, 170 km sydväst om huvudstaden Minsk. Vodochranilisjtje Razdjalovitji ligger 152 meter över havet. Arean är 2,0 kvadratkilometer. Den sträcker sig 1,9 kilometer i nord-sydlig riktning, och 1,6 kilometer i öst-västlig riktning.
Omgivningarna runt Vodochranilisjtje Razdjalovitji är en mosaik av jordbruksmark och naturlig växtlighet. Runt Vodochranilisjtje Razdjalovitji är det ganska glesbefolkat, med 21 invånare per kvadratkilometer.